# استیو پری (نوازنده)
 استیو پری (انگلیسی: Steve Perry؛ زاده ۲۲ ژانویهٔ ۱۹۴۹) یک موسیقی‌دان،ترانه سرا، تهیه کننده و یکی از بهترین خوانندگان راک اهل ایالات متحده آمریکا است. وی از سال ۱۹۶۱ میلادی تاکنون مشغول فعالیت بوده‌است.
آواز پری در زمان خودش تحسین خوانندگان و نشریات را به خود اختصاص داده است. همچنین دوست و همکار قدیمی او جان بن جووی او را "the voice" خطاب کرده‌است.
از آلبوم‌های وی میتوان:
1984 	Street Talk.......
1994 	For the Love of Strange Medicine..........
1995 	Perry's Coming [Japan-only release].........
1998 	Greatest Hits + Five Unreleased..........
2009 	Playlist: The Very Best of Steve Perry..........
2010 	Oh Sherrie: The Best of Steve Perry[........
نام برد.
استیو پری هم‌اکنون از کار خود را بازنشسته کرده‌است.ولی آهنگ‌های وی هنوز در بین طرفداران راک.شنیده می‌شود.

## کارنامه
پری در سال 1994 آلبوم "For the Love of Strange Medicineرا منتشر کرد. وی که این آلبوم را به صورت انفرادی تکمیل کرده بود به شهرت چشمگیری رسید.و پس از آن تور جهانی "For the Love of Strange Medicine " آغاز شد.
پری در سال 1996 همراه Journey آلبوم "Trial by Fire" را ساخت.این آبوم یک موفقیت چشمگیر برای وی بود.اما خوشحالی این موفقیت کوتاه بود چرا که پری هنگام قدم زدن در هاوایی دچار آسیب دیدگی لگن شد.در استخوان وی بیماری عجیبی شناخته شد و وی نیازمند جایگزینی لگن شد.پری که خود را زیر تیغ جراحان سپرده بود تمام تور را به تعویق انداخت.
با توجه به نبود پری در گروه در مقام خواننده و انتظارهای براورده نشده طرفداران، گروه امید چندانی به ادامه فعالیت با وی نداشت.از همین رو Steve Smith به عنوان درامر گروه از گروه استعفا داد و همه را دچار شوکی عظیم کرد.
باقی اعضای گروه که 17 ماه صبر کردند.بعد از جایگذاری پلاتین و جوش خوردن مفاصل وی، هنوز به بهبود پری اغتقاد داشتند ولی با چند خواننده برای جایگزینی گفتگو کرده بودند. اما پری بعد از نزدیک به دو سال به گروه برگشت و تور جهانی آغاز شد.